# اچویس (کالیفرنیا)
اچویس، کالیفرنیا (به انگلیسی: Achois, California) در ایالات متحده آمریکا است که در کالیفرنیا واقع شده‌است.

## خصوصیات
اچویس ۳۰۰ متر بالاتر از سطح دریا واقع شده‌است.